# لامین سان
لامین سان (انگلیسی: Lamine Sané؛ زادهٔ ۲۲ مارس ۱۹۸۷) بازیکن فوتبال اهل فرانسه است.
از باشگاه‌هایی که در آن بازی کرده‌است می‌توان به باشگاه فوتبال اورلاندو سیتی، باشگاه فوتبال بوردو، باشگاه ورزشی وردر برمن، و باشگاه فوتبال اوترخت اشاره کرد.
وی همچنین در تیم ملی فوتبال سنگال بازی کرده‌است.